# محمد سرور (عسكري)
راجا محمد سرور بهاتي (بالأردية: راجہ محمد سرور بھٹی)؛ مواليد 10 نوفمبر 1910 - تاريخ الوفاة 27 يوليو 1948، ويُعرف أيضاً باسم محمد سرور، كان ضابطًا عسكريًا في الجيش الباكستاني تم منحه نيشان حيدر عن شجاعته وتصرفاته الشجاعة خلال الحرب الأولى بين الهند وباكستان في 1947-1948.

## السيرة الشخصية
ولد راجا محمد سرور بهاتي في قرية صغيرة اسمها سينجوري التي كانت تقع بالقرب من تحصيل غوجرخان التابع لمقاطعة روالبندي في البنجاب في الهند في 10 نوفمبر 1910 وفقا لشاهد قبره. وكان والده، رجا محمد حياة خان بهاتي مجنداً في جيش الهند البريطاني، وتقاعد برتبة رقيب. تنحدر عائلته من طائفة إسلامية من قبيلة راجبوت.
تلقى تعليمه في المدارس الحكومية في مقاطعة روالبندي وحصل على شهادة الثانوية العامة من مدرسة محلية في فيصل آباد في عام 1928. وبعد التخرج، اتبع والده الرقيب محمد حياة، حيث تم تجنيده في جيش الهند البريطاني في عام 1929 برتبة (جندي)، حيث تم نشره مع الكتيبة الثانية من فوج البلوش العاشر. من عام 1929 حتى عام 1939 عمل بجد من أجل الوصول إلى واحدة من أعلى الرتب التي يمكنه الحصول عليها حتى تمت ترقيته إلى (ضابط صف من الدرجة الأولى كما هو موجود في الجيش الباكستاني) ونشر في الإمداد والذخيرة مع فيلق الخدمة في عام 1939.
في عام 1939 تمت دعوة سرور للدخول في الأكاديمية العسكرية الهندية في دهرادون وأكمل تدريبه العسكري قبل الحصول على رتبة ضابط في الكتيبة الثانية من فوج البنجاب الأول للجيش الهندي في عام 1943. في عام 1944 خدم سرور لفترة قصيرة في بورما برتبة ملازم ثاني، خدم بامتياز في العمليات العسكرية في 1944-1945 حتى حصل على ميدالية (نجمة بورما) من قبل الإدارات البريطانية في دلهي في الهند.
في عام 1944 تم نشر سرور في منصب إداري في فوج البنجاب حيث تمت ترقيته إلى رتبة ملازم في 1945-1946. كان الملازم سرور معروفاً بأنه «رجل جاد لا يتمتع بأي هراء ومُتدين بعمق بدينه (الإسلام)، وكان محافظاً على الصلوات الخمس في أوقاتها».
في 1946-1947 ، تمت ترقيته إلى رتبة نقيب. بعد سماع خبر الحرب الأولى بين الهند وباكستان على جامو وكشمير أراد سرور على الفور التطوع ولكن مُنع لأن ضباطه أرادوا منه إكمال دراسته العسكرية، والتي أكملها بعد عام. في عام 1948 تولى سرور قيادة الكتيبة الثانية من فوج البنجاب في الجيش الباكستاني كضابط قائد له، تم تنظيمه بهدف استعادة كشمير.
بدأت مسيرة المشاة نحو منطقة أوري في كشمير الهندية تحت قيادة النقيب سرور حيث قاد هجومًا على قوات الجيش الهندي غير المنظمة، مما أجبرهم على التراجع من جيلجيت بالتستان إلى لاداخ في كشمير الهندية في 26 يوليو 1948. تبع النقيب سرور قوات الجيش الهندي المنسحبة إلى منطقة أوري حيث واجهت وحدته موقع العدو المحصن بقوة الموجود في قطاع أوري. كانت وحدته على بعد 50 ياردة فقط من موقع العدو المحصن حيث بدأ جنود الجيش الهندي بقصف قذائف الهاون على مواقعه، وتلقى تعليمات لقيادة الهجوم على الجانب الأيسر لمكان القصف.:88  تحرك نحو الموقع الجديد، حيث صُدم بوجود أسلاك شائكة وقرر التحرك لإزالة الأسلاك مع ستة رجال فقط.:88 خلال تبادل لإطلاق النار، وبينما كان سرور منهمكاً بإزالة الأسلاك الشائكة وبسبب كثافة القصف، أُصيب سرور بصدره برصاصة من مدفع رشاش.:89
في 27 يوليو 1948 قُتل النقيب سرور أثناء تلك المعركة، وكان يبلغ من العمر 38 عامًا.:188 

### العائلة والحياة الشخصية
كان والده راجا محمد حياة ضابطاً في الجيش الهندي، حصل على ميدالية الحرب البريطانية لخدماته في الحرب العالمية الأولى، تقاعد والده برتبة رقيب وتوفي في 23 نوفمبر 1932. وكان لمحمد سرور ثلاثة أشقاء وأخت واحدة. تزوج رجا محمد سرور في عام 1936 وأنجب ولداً وابنة.

## التكريم
في عام 1968 تم افتتاح معرض للوحات في لاهور، باكستان يصور أبطال الحرب الباكستانيين بما في ذلك أول صورة لمحمد سرور.
في عام 1991 عُرض فيلم سيرة ذاتية عن «الكابتن محمد سرور شهيد» إنتاج وإخراج قاسم جيلالي من شركة تلفزيون باكستان. بالإضافة إلى ذلك، أنشأت الحكومة الفيدرالية كلية سرور شهيد على شرفه بالقرب من مسقط رأسه.